# Verínon
Verínon (Verino) är en ort i Grekland.   Den ligger i prefekturen Nomós Achaḯas och regionen Västra Grekland, i den centrala delen av landet, 160 km väster om huvudstaden Aten. Verínon ligger 703 meter över havet och antalet invånare är 178.
Terrängen runt Verínon är kuperad åt nordost, men åt sydväst är den bergig. Runt Verínon är det ganska tätbefolkat, med 144 invånare per kvadratkilometer. Närmaste större samhälle är Aígio, 10,2 km öster om Verínon. 